# 黑梅奇維爾-斯塔費爾恩

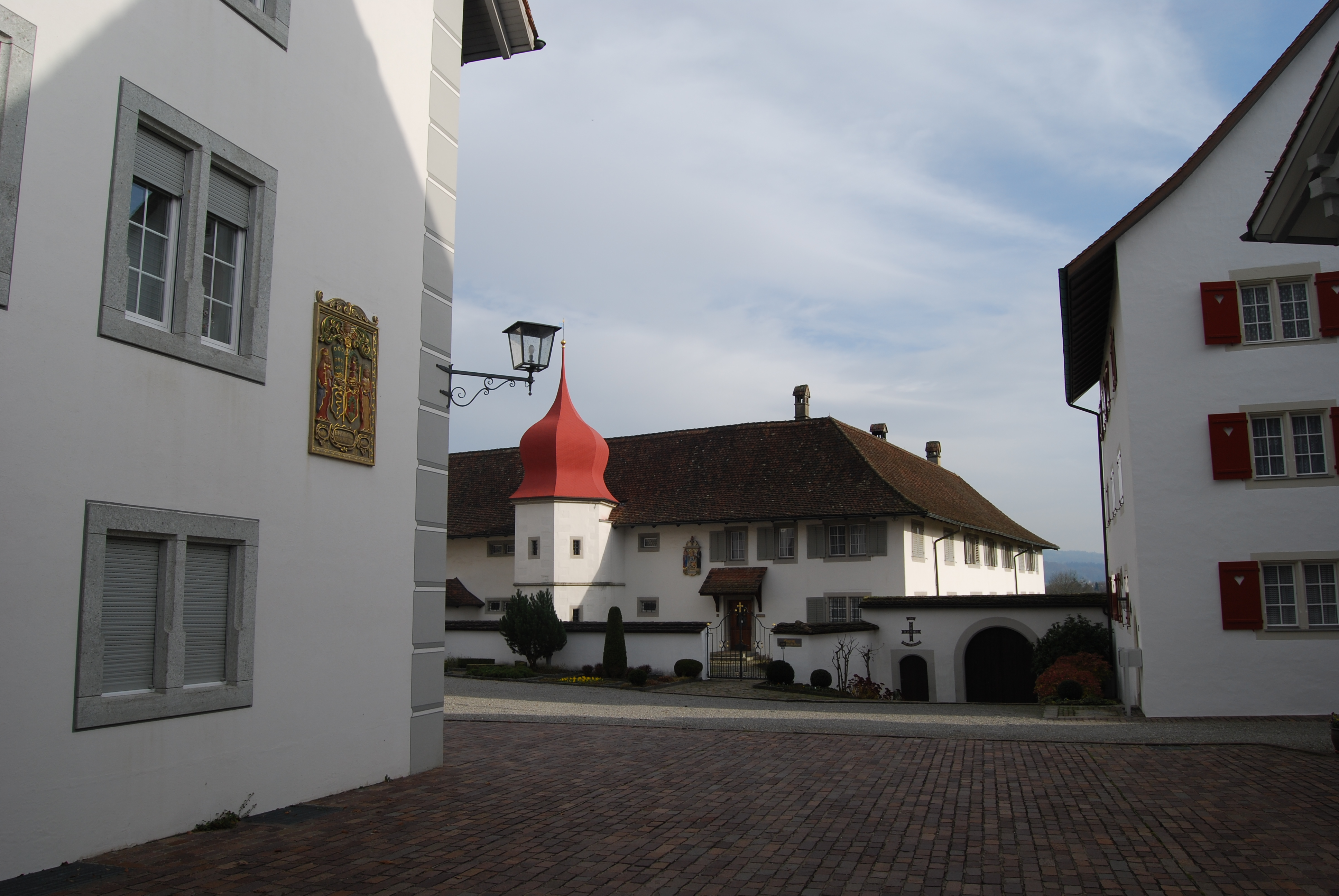

黑梅奇維爾-斯塔費爾恩是瑞士的城鎮，位於該國北部，由阿爾高州負責管轄，面積3.34平方公里，海拔高度406米，2012年人口1,149，五成半人口信奉羅馬天主教，人口密度每平方公里344人。